# 레이거노믹스

1981년 7월, 로널드 레이건은 오벌 오피스에서 세금 인하 계획을 설명하는 TV 연설을 하고 있는 모습

레이거노믹스(영어: Reaganomics, i/reɪɡəˈnɒmɪks/; 레이건과 경제학의 혼성어, 폴 하비에 의해 만들어진 용어로 알려져 있다), 또는 레이건주의는 1980년대 미국 대통령 로널드 레이건이 추진한 신자유주의 경제 정책을 말한다. 이 정책들은 주로 공급측면 경제학에 초점을 맞추었으나, 반대자들(일부 공화당원 포함)은 이를 "낙수 경제" 또는 부두 경제학이라고 비난했다. 반면 레이건과 그의 지지자들은 이를 자유 시장 경제학이라고 부르는 것을 선호했다.
레이건 경제 정책의 기둥에는 국방비 증가, 정부 지출 증가 속도 둔화, 연방 소득세 및 양도소득세 감소, 정부 규제 완화, 그리고 인플레이션을 줄이기 위한 통화 공급 긴축이 포함되었다.
레이거노믹스의 결과는 여전히 논쟁 중이다. 지지자들은 스태그플레이션 종식, 더 강한 GDP 성장, 그리고 그 이후 수십 년 동안의 기업가 정신 혁명을 지적한다. 비판자들은 소득 격차 확대, 그들이 탐욕의 분위기라고 묘사한 것, 경제적 이동성 감소, 그리고 8년 만에 세 배로 늘어난 국가 부채를 지적하는데, 이는 궁극적으로 GDP 대비 국가 부채의 비율이 감소하는 제2차 세계 대전 이후의 추세를 역전시켰다.

## 역사적 배경

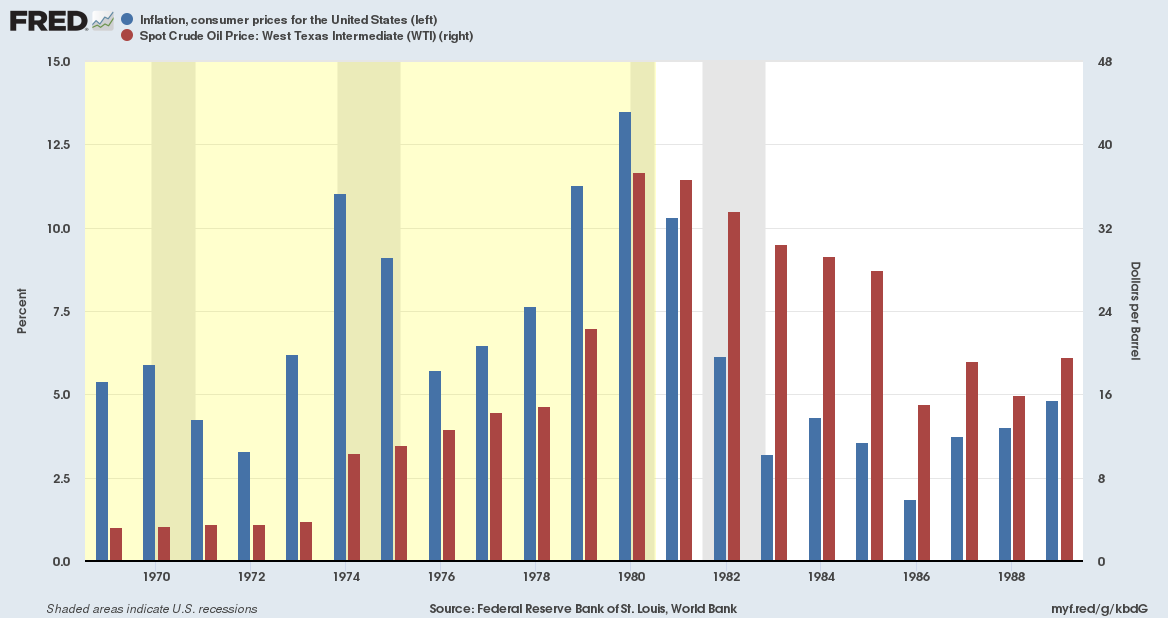
인플레이션 및 원유 가격, 1969~1989년(레이건 이전 시기는 노란색으로 강조)

레이건 행정부 이전, 미국 경제는 높은 실업률과 지속적인 고인플레이션(이를 스태그플레이션이라고 함)을 겪었다. 케인스주의 경제 정통론과 필립스 곡선과 같은 경험적 경제 모델에 대한 비판이 증가했다. 정치적 압력은 통화 공급 확장을 초래하는 경기 부양책을 선호했다. 리처드 닉슨 대통령의 임금 및 가격 통제는 단계적으로 폐지되었다. 미래의 단기 충격을 완화하기 위해 전략비축유가 조성되었다. 지미 카터 대통령은 에너지부를 창설하면서 석유 가격 통제를 단계적으로 폐지하기 시작했다. 스태그플레이션 해결의 많은 공로가 두 가지 원인에 돌려진다: 생산성 향상에 대한 새로운 초점 그리고 폴 볼커 휘하의 연방준비제도에 의한 3년간의 통화 공급 긴축이다.
세금 인하 의도를 밝히면서 레이건의 접근 방식은 그의 직전 전임자들과는 달랐다. 레이건은 한계세율을 낮추고 소득세 코드를 단순화하며 규제 완화를 지속했다. 레이건의 8년 임기 동안 연간 재정 적자는 GDP의 평균 4.0%를 기록했으며, 이는 이전 8년간의 평균 2.2%와 비교된다. 실질(인플레이션 조정) 연방 지출 증가율은 지미 카터 행정부 시절 4%에서 로널드 레이건 행정부 시절 2.5%로 떨어졌다. 레이건 행정부 동안 고용인당 GDP는 평균 1.5% 증가했으며, 이는 이전 8년간의 평균 0.6%와 비교된다. 전체 인원당 실질 산출량으로 측정된 민간 부문 생산성 증가는 레이건의 8년 동안 평균 1.9% 증가했으며, 이는 이전 8년간의 평균 1.3%와 비교된다. 레이건 행정부(1981년 1월 20일 – 1989년 1월 20일) 동안 GDP 대비 연방 순지출은 평균 20.27%를 기록했으며, 이는 이전 8년(1973년 1월 20일 – 1981년 1월 20일) 동안의 21.14%와 비교된다.
닉슨과 포드 행정부 시절, 레이건이 당선되기 전에는 공화당의 중도파에서는 수요와 공급 측면을 결합한 정책이 비전통적인 것으로 간주되었다. 1980년 대통령 후보 지명 경쟁에서 레이건에 맞서 조지 H. W. 부시는 레이거노믹스를 "부두 경제학"이라고 조롱했다. 마찬가지로, 1976년 제럴드 포드는 연방 예산의 상당 부분을 주에 되돌려주는 레이건의 제안을 강력히 비판했다.

## 정당성
1980년 캠페인 연설에서 레이건은 그의 경제 제안을 대공황과 FDR의 뉴딜 정책 이전의 자유 기업 원칙, 자유 시장 경제로의 회귀로 제시했다. 동시에 그는 케인스주의 수요 자극 경제학에 반대하여 형성된 공급측면 경제학 운동의 지지를 얻었다. 이 운동은 그의 임기 동안 레이건 정책의 가장 강력한 지지자들을 배출했다.
세율 인하가 연방 부채 증가분을 충분히 상쇄할 것이라는 지지자들의 주장은 세금 탄력성에 기반한 이론적 과세 모델인 래퍼 곡선의 영향을 받았다. 아서 래퍼의 모델은 과도한 세율이 생산 유인을 낮춤으로써 실제 세수를 감소시킨다고 예측한다. 이 모델은 또한 불충분한 세율(주어진 경제에 대한 최적 수준 미만의 세율)이 직접적으로 세수 감소를 초래한다고 예측한다.
로널드 레이건은 1981년에 14세기 아랍 학자 이븐 할둔을 그의 공급측면 경제 정책에 영향을 준 인물로 언급했다. 레이건은 이븐 할둔의 말을 인용하여 "왕조 초기에는 적은 세금으로 많은 세수를 얻었으나," "왕조 말기에는 많은 세금으로 적은 세수를 얻었다"고 말했다. 레이건은 그의 목표가 "적은 세금으로 많은 세수를 얻는 것"이라고 말했다.

## 정책
레이건은 1981년 1월 28일에 남아 있던 국내 석유 가격 및 배분 통제를 해제했고, 1981년 8월에는 석유 횡재 이윤세를 낮췄다. 그는 1988년에 석유 횡재 이윤세를 폐지했다. 레이건 대통령 재임 첫해에 1981년 경제 회복세법 서명으로 연방 소득세율이 크게 인하되었는데, 최고 한계세율은 70%에서 50%로, 최저 한계세율은 14%에서 11%로 낮아졌다. 이 법안은 상속세를 대폭 인하하고 기업 법인세도 5년간 1,500억 달러 삭감했다. 1982년에 레이건은 법인세 감면 철회와 개인 소득세 감면 소폭 철회에 동의했다. 1982년 세금 인상은 초기 세금 감면의 3분의 1을 무효화했다. 1983년에 레이건은 사회보장 및 메디케어 병원 보험에 대한 급여세 인상을 단행했다. 1984년에는 세금 허점을 막는 또 다른 법안이 도입되었다. 세금 역사가 조지프 쏜다이크에 따르면, 1982년과 1984년의 법안은 "평시 enacted된 가장 큰 세금 인상"이었다.
1986년 세금 개혁법을 통해 레이건과 의회는 많은 공제를 폐지하고 최고 한계세율을 낮추며 세금 구간의 수를 줄여 세금 시스템을 단순화하려고 했다. 1983년 민주당의 빌 브래들리와 딕 게파트가 제안을 내놓았고, 1984년 레이건은 재무부에 자체 계획을 제출하도록 했다. 1986년 법안은 세입 중립을 목표로 했다. 즉, 최고 한계세율을 낮추는 동시에 특정 세금 공제, 특혜 및 예외를 제거하여 세금 기반을 정리함으로써 이전에 특별히 우대받던 활동에 대한 실질 세율을 높였다.

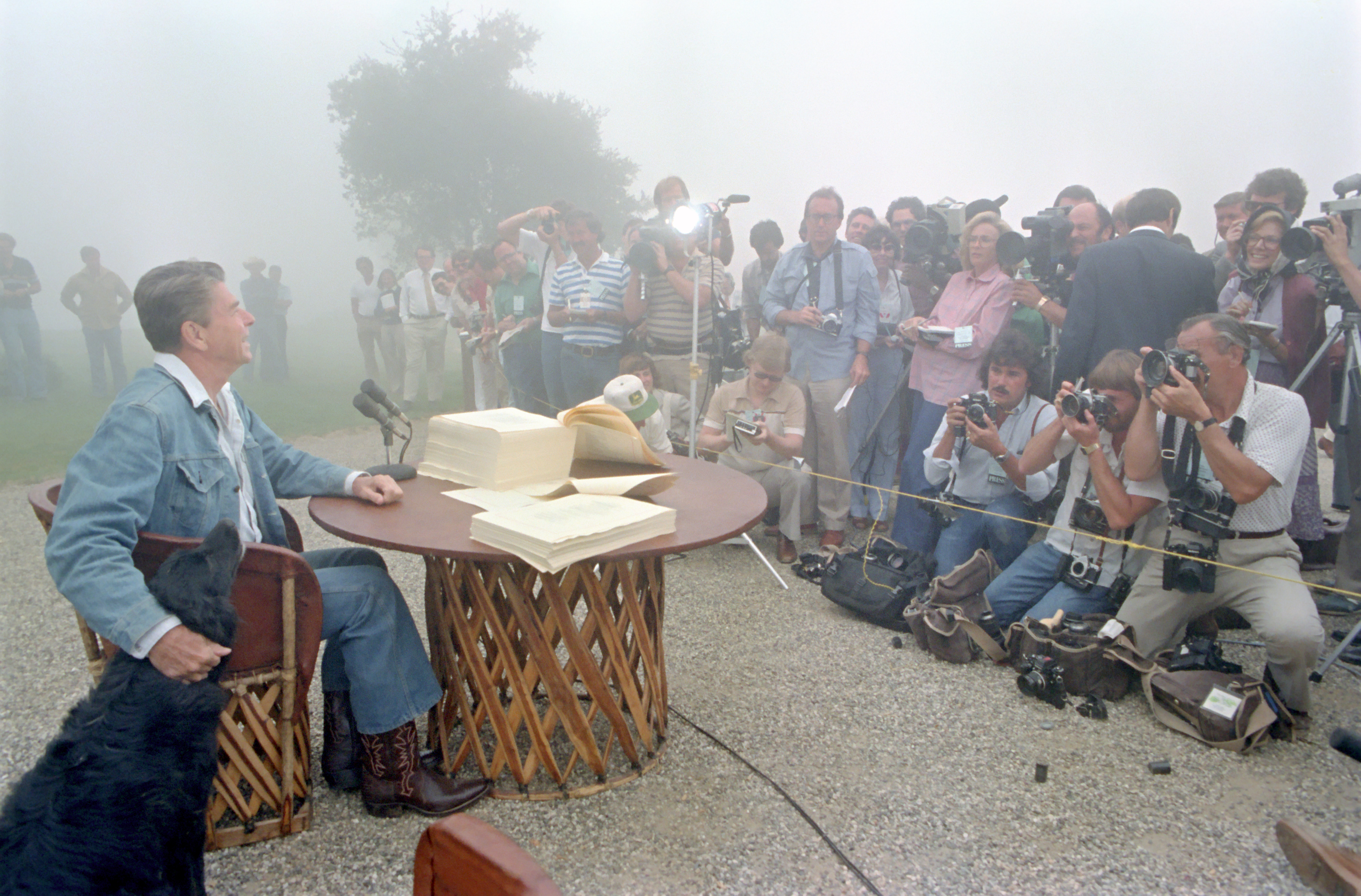
로널드 레이건 대통령이 캘리포니아 목장에서 1981년 경제 회복세법에 서명하고 있는 모습

연방 수입의 GDP 대비 비중은 1981 회계연도의 19.6%에서 1984년에는 17.3%로 떨어졌다가 1989 회계연도에는 18.4%로 다시 올랐다. 이 기간 동안 GDP 대비 개인 소득세 수입은 감소한 반면, 급여세 수입은 GDP 대비 증가했다.  레이건의 1981년 불로소득에 대한 최고 정규세율 인하는 최대 양도소득세율을 허버트 후버 행정부(1929년–1933년) 이후 최저 수준인 20% — 로 낮췄다. 1986년 법안은 양도소득세율을 급여나 임금과 같은 일반 소득세율과 동일하게 설정하여, 둘 다 최고 28%로 책정했다.
레이건은 공공 지출을 크게 늘렸는데, 주로 국방부가 1980년 2671억 달러(GDP의 4.9%, 공공 지출의 22.7%)에서 1988년 3931억 달러(GDP의 5.8%, 공공 지출의 27.3%)로 증가했다. 이 중 대부분의 해에 군사비는 GDP의 약 6%를 차지했으며, 4년 동안 이 수치를 초과했다. 이 모든 수치는 1973년 베트남 전쟁에 대한 미국의 개입이 끝난 이후로는 볼 수 없었던 수치이다. 1981년에 레이건은 최고 소득자에게 영향을 미치는 최고 세율을 크게 줄여 최고 한계세율을 70%에서 50%로 낮췄고, 1986년에는 다시 28%로 줄였다. 레이건 행정부 시절 연방 적자는 1983년에 GDP의 6%로 최고치를 기록한 후 1987년에는 GDP의 3.2%로, 그리고 최종 예산에서는 GDP의 3.1%로 떨어졌다. 인플레이션을 감안한 연방 지출 증가율은 지미 카터 행정부 시절 4%에서 로널드 레이건 행정부 시절 2.5%로 떨어졌다. 이는 아이젠하워 행정부 이후 인플레이션을 감안한 지출 증가율 중 가장 낮은 수치였다. 그러나 GDP 대비 연방 적자는 카터 행정부 말기(및 전체 기간) 2.7%에서 레이건 대통령 재임 기간 동안 증가했다. 인플레이션을 줄이고 명목 이자율을 낮추기 위한 단기 전략으로, 미국은 연방 예산 적자를 메우기 위해 국내외에서 차입하여 국가 부채를 9,970억 달러에서 2조 8,500억 달러로 늘렸다. 이로 인해 미국은 세계 최대 국제 채권국에서 세계 최대 채무국으로 바뀌었다. 레이건은 새로운 부채를 그의 대통령 재임 기간 중 "가장 큰 실망"이라고 묘사했다.
레이거노믹스의 설계자 중 한 명인 윌리엄 니스카넨에 따르면, "레이건은 그의 네 가지 주요 정책 목표를 모두 달성했지만, 그와 그의 지지자들이 바랐던 정도는 아니었다"고 언급하며, 가장 실질적인 변화는 세법에 있었다고 지적한다. 세법에서 최고 한계 개인 소득세율은 70.1%에서 28.4%로 떨어졌고, "사업 소득에 대한 세금 처리 방식에 큰 전환"이 있었는데, 이는 "투자 유형 간의 세금 편향을 줄이면서도 새로운 투자에 대한 평균 유효세율을 높이는" 효과를 가져왔다. 이 프로그램의 또 다른 설계자인 로저 포터는 의회와 같이 대통령의 계산을 바꾼 많은 이들로 인해 프로그램이 약화되었다는 점을 인정한다.

## 결과

### 개요

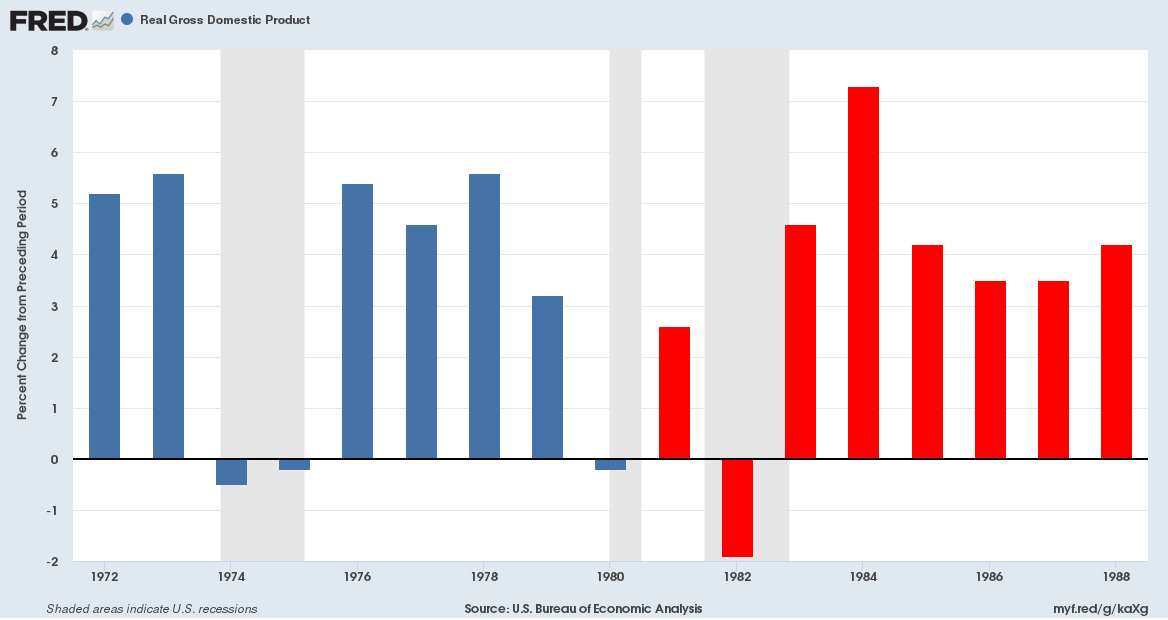
연간 실질 국내총생산 변화율 — 1972년~1988년(레이건 재임 기간은 빨간색으로 표시)

레이건이 예산을 책정한 연도(1982–89 회계연도) 동안 지출은 GDP의 평균 21.6%를 기록했는데, 이는 오바마 대통령과 거의 같지만 트럼프 대통령의 38.2%보다는 훨씬 낮다. 트럼프 대통령의 높은 지출은 대부분 코로나19 팬데믹 때문이었다. 오바마와 레이건 모두 임기 초에 심각한 경기 침체를 겪었다. 또한, 공공 부채는 1980년 GDP의 26%에서 1988년에는 41%로 증가했다. 달러 기준으로 공공 부채는 1980년 7120억 달러에서 1988년 2조 520억 달러로 약 세 배 증가했다.:143 실업률은 1980년 7%에서 1988년 5%로 떨어졌다. 인플레이션율은 1980년 10%에서 1988년 4%로 감소했다.
일부 경제학자들은 레이건의 정책이 미국 역사상 세 번째로 긴 평시 경제 확장 시기를 가져오는 데 중요한 역할을 했다고 말한다.  레이건 행정부 동안 실질 GDP 성장률은 평균 3.5%를 기록했으며, 이는 이전 8년간의 2.9%와 비교된다. 연간 평균 실업률은 1980년 7.2%에서 1988년 5.5%로 1.7%포인트 감소했는데, 이는 이전 8년간 1.6%포인트 증가한 후의 감소이다.  레이건 대통령 재임 기간 동안 비농업 부문 고용은 1,610만 명 증가했으며, 이는 이전 8년간의 1,540만 명과 비교된다. 반면 제조업 고용은 이전 8년간 363,000명 증가한 후 582,000명 감소했다. 레이건 행정부는 최저 임금을 인상하지 않은 유일한 행정부이다.  1980년 13.5%였던 인플레이션율은 1988년 4.1%로 떨어졌는데, 이는 부분적으로 연방준비제도가 금리를 인상했기 때문이다(우대금리는 1981년 8월 20.5%로 최고치를 기록했다).  후자는 1981년 7월부터 1982년 11월까지의 경기 침체에 기여했는데, 이 기간 동안 실업률은 9.7%로 상승하고 GDP는 1.9% 감소했다. 또한, 중산층 및 저소득층의 소득 증가는 2.4%에서 1.8%로 둔화되었고, 상류층은 2.2%에서 4.83%로 증가했다.
경제고통지수, 즉 인플레이션율에 실업률을 더한 값은 그가 행정부를 시작했을 때 19.33에서 그가 떠났을 때 9.72로 줄어들었는데, 이는 해리 S. 트루먼 대통령이 퇴임한 이후 가장 큰 개선 기록이다. 미국 가구를 기준으로, 연간 소득 1만 달러 미만(실질 2007년 달러) 가구의 비율은 1980년 8.8%에서 1988년 8.3%로 줄어들었으며, 연간 소득 7만 5천 달러 이상 가구의 비율은 같은 기간 동안 20.2%에서 25.7%로 증가했는데, 이는 모두 진전의 신호이다.

### 고용

미국 노동통계국 및 연방준비제도 경제 데이터에 따른 1981년 1월부터 1989년 1월까지의 월별 실업률, 인플레이션율, 이자율

레이건 행정부 시절 일자리 증가(비농업 고용 기준)는 월평균 16만 8천 명이었고, 이는 카터 행정부의 21만 6천 명, H.W. 부시 행정부의 5만 5천 명, 클린턴 행정부의 23만 9천 명과 비교된다. 연간 일자리 증가율(재임 기간 시작과 끝의 일자리 수를 비교하여 연간 성장률을 결정)을 보면 레이건 행정부에서 연간 2.0% 증가한 반면, 카터 행정부에서는 3.1%, H.W. 부시 행정부에서는 0.6%, 클린턴 행정부에서는 2.4% 증가했다.
실업률은 레이건 행정부에서 평균 7.5%를 기록했으며, 이는 이전 8년간의 평균 6.6%와 비교된다. 1982년 12월 이후 꾸준히 감소하여 레이건이 퇴임할 당시에는 5.4%를 기록했다.
레이건의 8년 동안 노동 참여율은 2.6%포인트 증가했으며, 이는 이전 8년간의 3.9%포인트와 비교된다.

### 성장률
1981년 경기 침체 이후, 실업률은 약간 더 높았고(6.75% 대 6.35%), 생산성 증가는 더 낮았으며(1.38% 대 1.92%), GDP 대비 민간 투자는 약간 더 낮았다(16.08% 대 16.86%). 1980년대에는 미국의 산업 생산성 증가율이 1970년대에 뒤처졌던 것과 달리 무역 파트너 국가들과 비슷했다. 1990년까지 GNP에서 제조업이 차지하는 비중은 1982년에 기록한 제2차 세계대전 이후 최저치를 넘어섰고, "미국 공장들이 열광적으로 돌아가던 1960년대 생산 수준"과 비슷해졌다.

### GDP 성장
레이건 재임 기간 동안 실질 GDP는 3분의 1 이상 성장하여 2조 달러 이상 증가했다. 레이건의 8년 동안 GDP의 연평균 성장률은 3.6%였으며, 이는 이전 8년간의 2.7%와 비교된다. 레이건 행정부에서 1인당 실질 GDP는 2.6% 성장했으며, 이는 이전 8년간의 평균 1.9% 성장과 비교된다.

### 실질 임금

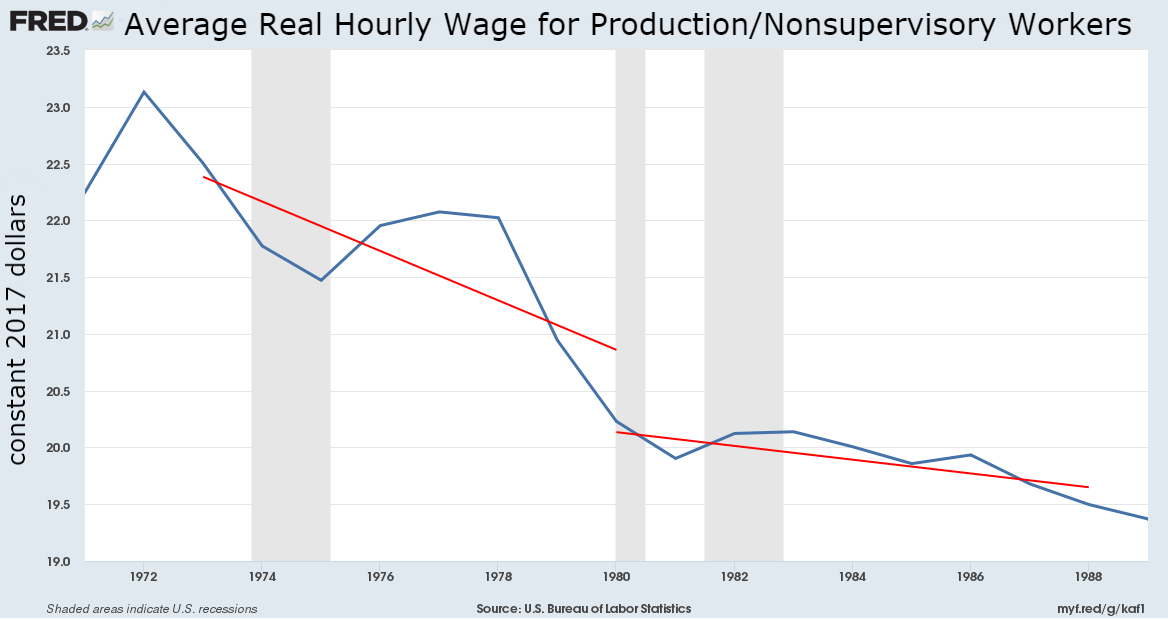
레이건 재임 기간 동안 실질 노동계층 임금은 1973년부터 시작된 하락 추세를 계속했으나, 더 느린 속도였다.

생산직 및 비감독직 노동자들의 평균 실질 시간당 임금은 1973년부터 시작된 하락세를 이어갔지만, 그 속도는 느려졌으며, 레이건 재임 기간 내내 레이건 이전 수준보다 낮게 유지되었다. 레이건 재임 기간 동안 인플레이션이 여전히 높았고 이로 인해 이 기간 동안 임금 하락에 기여했을 가능성이 있지만, 레이건의 비평가들은 그의 신자유주의 정책이 이러한 현상을 야기했으며 다음 수십 년 동안 임금 정체를 초래했다고 주장한다.

### 소득과 부
명목 기준으로, 레이건 행정부 기간 동안 중간 가구 소득은 연평균 성장률(CAGR) 5.5%로 성장했으며, 이는 이전 5년간의 8.5%와 비교된다(1975년 이전 데이터는 이용 불가). 실질 중간 가구 소득은 레이건 재임 기간 동안 4,492달러 증가했으며, 이는 이전 8년간의 1,270달러 증가와 비교된다. 1973년부터 1980년까지 감소했던 실질 평균 개인 소득은 1988년까지 4,708달러 증가했다. 명목 가계 순자산은 연평균 8.4% 증가했으며, 이는 이전 8년간의 9.3%와 비교된다.

### 빈곤 수준
빈곤선 이하 인구 비율은 1980년 13.0%에서 1983년 15.2%로 증가한 후, 1988년에는 다시 13.0%로 감소했다. 레이건의 첫 임기 동안 비평가들은 노숙인 문제를 미국 도시 중심가의 가시적인 문제로 지적했다. 돈 미첼 (지리학자)에 따르면, 레이건 정부의 주택 및 사회 서비스 지출 삭감은 1984년부터 1987년까지 불과 3년 만에 노숙인 인구가 거의 두 배로 증가하는 데 기여했다. 대통령 임기 마지막 몇 주 동안 레이건은 데이비드 브링클리에게 노숙자들이 "밖에서 지내기를 스스로 선택한다"고 말하며, "거의 모든 도시에 쉼터가 있고, 이곳에도 쉼터가 있는데, 그 사람들은 여전히 쉼터에 가는 것보다 바깥이나 잔디밭에서 지내는 것을 선호한다"고 언급했다. 그는 또한 그들 중 "상당수"가 "정신적으로 손상되었다"고 주장했는데, 이는 미국 시민 자유 연맹 (및 유사 단체)의 정신병원에 대한 소송의 결과라고 믿었다.

### 연방 소득세 및 급여세 수준
레이건 행정부 기간 동안 회계연도 연방 수입은 5,990억 달러에서 9,910억 달러로 증가(65% 증가)한 반면, 회계연도 연방 지출은 6,780억 달러에서 1조 1,440억 달러로 증가(69% 증가)했다. 1996년 미국 의회 합동경제위원회 보고서에 따르면, 레이건의 두 임기 동안, 그리고 1993년까지, 상위 10%의 납세자들은 연방 정부에 대한 소득세(급여세 제외) 부담액을 늘린 반면, 하위 50%의 납세자들은 소득세 수입 부담액을 줄였다. 개인 소득세 수입은 1981년 GDP의 9.4%에서 1989년 8.3%로 감소한 반면, 급여세 수입은 같은 기간 동안 GDP의 6.0%에서 6.7%로 증가했다.

### 세입

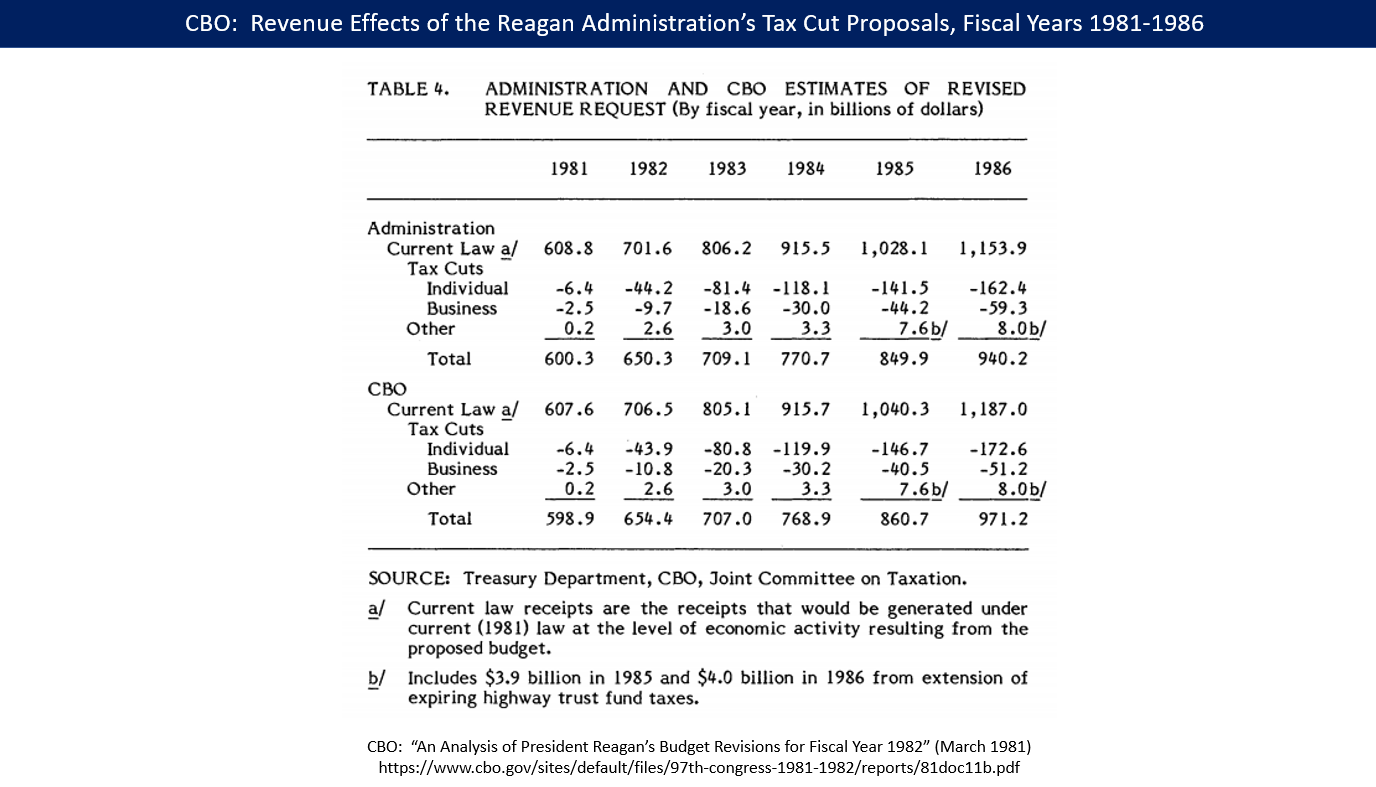
레이건 행정부와 CBO는 모두 레이건 감세가 1982년 약 500억 달러, 1986년 약 2100억 달러만큼 감세가 없었을 경우의 정책 기준선 대비 세입을 감소시킬 것으로 예측했다.

CBO와 레이건 행정부 모두 레이건 감세안이 시행될 경우, 감세가 없었을 경우의 정책 기준선 대비 개인 및 법인 소득세 수입이 1982년에는 약 500억 달러, 1986년까지는 2100억 달러 감소할 것으로 예측했다. 2003년 재무부 연구에 따르면, 1981년 경제 회복세법의 세금 감면은 감세가 없었을 경우의 기준선 대비 상당한 세입 감소를 초래했으며, 이는 시행 후 처음 4년 간 평균 약 1110억 달러(1992년 달러 기준) 또는 연간 GDP의 거의 3%에 해당한다. 다른 세금 법안들은 중립적이거나, 1982년 세금 형평 및 재정 책임법의 경우 (GDP의 약 1% 증가) 세입이 GDP 대비 증가했다. 이 연구는 레이건 세금 정책의 장기적인 영향, 즉 일몰 조항 및 "세금 법안의 장기적, 완전히-단계적인 효과"를 조사하지 않았다. 1981년 경제 회복세법 이후 GDP 대비 세입이 감소했다는 사실은 GDP 대비 세금 부담의 감소와 지출이 GDP 대비 감소하지 않았기 때문에 이에 상응하는 적자 증가를 보여준다. 총 연방 세입은 1982년을 제외하고 레이건 재임 기간 매년 증가했으며, 연평균 6.2% 증가한 반면, 이전 8년간은 10.8% 증가했다.
레이건의 1981년 감세(감세가 없었을 경우의 기준선 대비 세입 감소) 효과는 지미 카터 대통령과 95대 의회가 1977년에 제정하고 레이건이 1983년에 추가로 인상한 사회보장 급여세 인상으로 적어도 부분적으로는 상쇄되었다. 또한 이후 몇 년 동안 세금 회피를 막기 위한 조치도 있었다. 회계 자료에 따르면 명목 세입은 1981년 5,990억 달러에서 1990년 1조 320억 달러로 증가했는데, 이는 현재 달러 기준으로 72% 증가한 수치이다. 2005년 달러 기준으로 1990년 세입은 1조 5천억 달러로, 인플레이션을 감안하면 20% 증가한 수치이다.

### 부채와 정부 지출

예산 적자 (억 달러 단위), 1971년 ~ 2001년

레이건은 1981년 1월에 취임했으며, 그가 예산을 책정한 첫 회계연도는 1982년이고 최종 예산은 1989년이었다.
- 레이건 재임 기간 동안 공공이 보유한 연방 부채는 명목 기준으로 거의 세 배 증가하여 7,380억 달러에서 2조 1천억 달러로 늘었다.[84] 이로 인해 미국은 세계 최대 국제 채권국에서 세계 최대 채무국으로 바뀌었다.[10] 레이건은 새로운 부채를 그의 대통령 재임 기간 중 "가장 큰 실망"이라고 묘사했다.[40]
- GDP 대비 연방 적자는 1981 회계연도에 GDP의 2.5%에서 1983년에 GDP의 5.7%로 최고치를 기록한 후, 1989년에는 GDP의 2.7%로 감소했다.[85]
- 1981년부터 1988년까지 총 연방 지출은 GDP의 평균 21.8%를 기록했으며, 이는 1974년부터 1980년까지의 평균 GDP 20.1%보다 높았다. 이는 카터부터 오바마까지 어떤 대통령보다도 높은 수치였다.[86]
- 1981년부터 1988년까지 총 연방 수입은 GDP의 평균 17.7%를 기록했으며, 이는 1974년부터 1980년까지의 평균 GDP 17.6%와 비교된다.[87]
- 연방 개인 소득세 수입은 1980년 GDP의 8.7%에서 1984년 최저 7.5%로 떨어졌다가 1988년에는 GDP의 7.8%로 다시 올랐다.[88]

### 기업 및 시장 성과
명목 세후 기업 이윤은 레이건 재임 8년 동안 연평균 3.0%의 복합 성장률을 기록했으며, 이는 이전 8년 동안의 13.0%와 비교된다. S&P 500 지수는 레이건 재임 기간 동안 2024거래일 동안 113.3% 증가했으며, 이는 이전 2024거래일 동안의 10.4%와 비교된다. 총 민간 국내 투자로 측정된 기업 부문의 GDP 비중은 레이건 재임 기간 동안 0.7%포인트 감소했으며, 이는 이전 8년 동안 0.7%포인트 증가한 후의 감소이다.

### 연방 정부 규모
연방 정부의 GDP 대비 비중은 레이건 재임 기간 동안 0.2%포인트 증가했으며, 이는 이전 8년간 1.5%포인트 감소한 것과 비교된다. 연방 민간인 고용자 수는 레이건의 8년 동안 4.2% 증가했으며, 이는 이전 8년간의 6.5%와 비교된다.
후보 시절, 레이건은 에너지부와 교육부의 내각 부처를 폐지함으로써 정부를 축소할 것이라고 주장했다. 그는 어느 쪽도 폐지하지 않았지만, 재향군인부를 독립 기관에서 내각 부처 수준으로 격상시켰다.

### 소득 분배

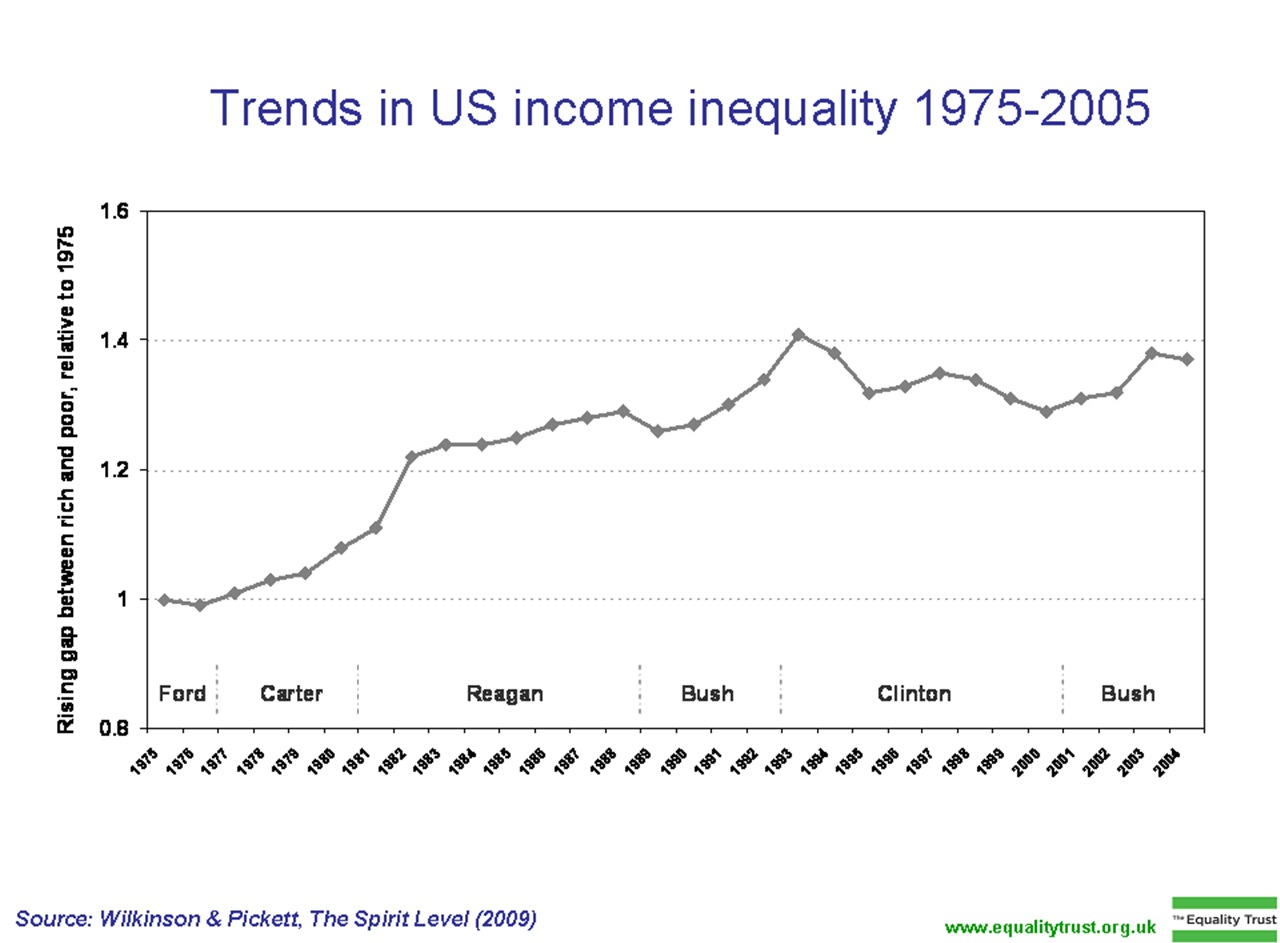

1970년대에 시작된 추세를 이어받아 1980년대에는 소득 불균형이 심화되고 가속화되었다. 이코노미스트는 2006년에 다음과 같이 썼다: "1973년 오일 쇼크 이후 생산성 성장이 갑자기 둔화되었다. 몇 년 후, 1980년대 초에 부자와 가난한 사람 사이의 격차가 벌어지기 시작했다." CBO에 따르면:
- 소득 이전 및 세금 전 소득에서 상위 1% 소득자들의 비중은 1979년 9.0%에서 1986년 최고 13.8%로 증가한 후, 1989년에는 12.3%로 감소했다.
- 소득 이전 및 세금 후 소득에서 상위 1% 소득자들의 비중은 1979년 7.4%에서 1986년 최고 12.8%로 증가한 후, 1989년에는 11.0%로 감소했다.
- 하위 90%는 1979년 대비 1989년에 소득 비중이 더 낮았다.[97]

## 분석

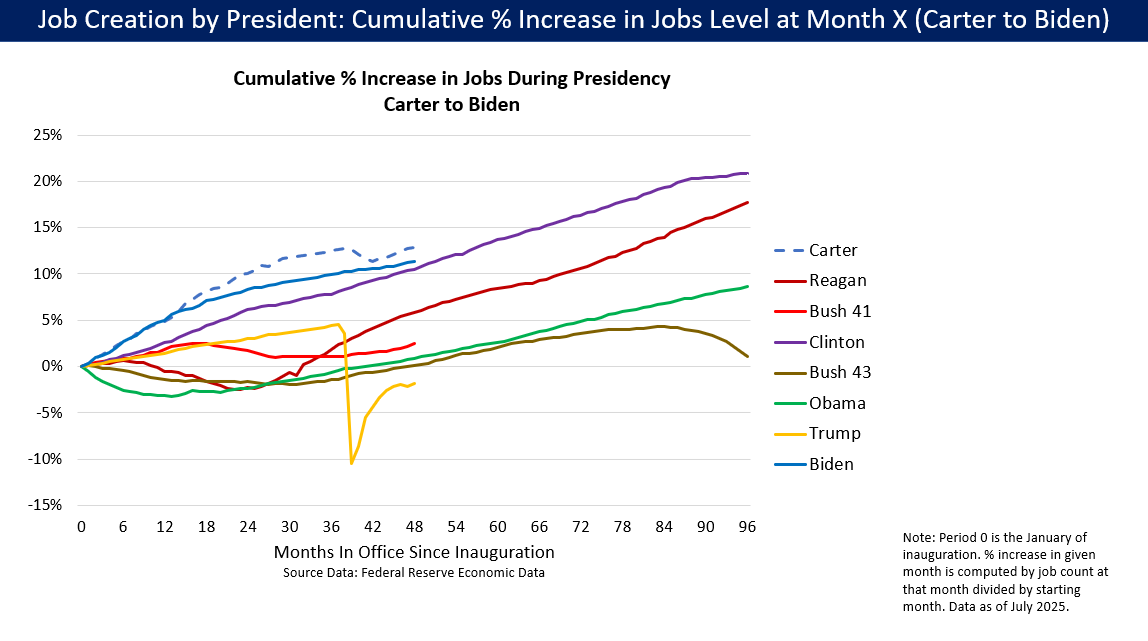
미국 대통령별 일자리 증가율, 취임 다음 달부터 임기 말까지의 누적 변화율로 측정. 1980년 이후 레이건은 클린턴에 이어 두 번째였다.

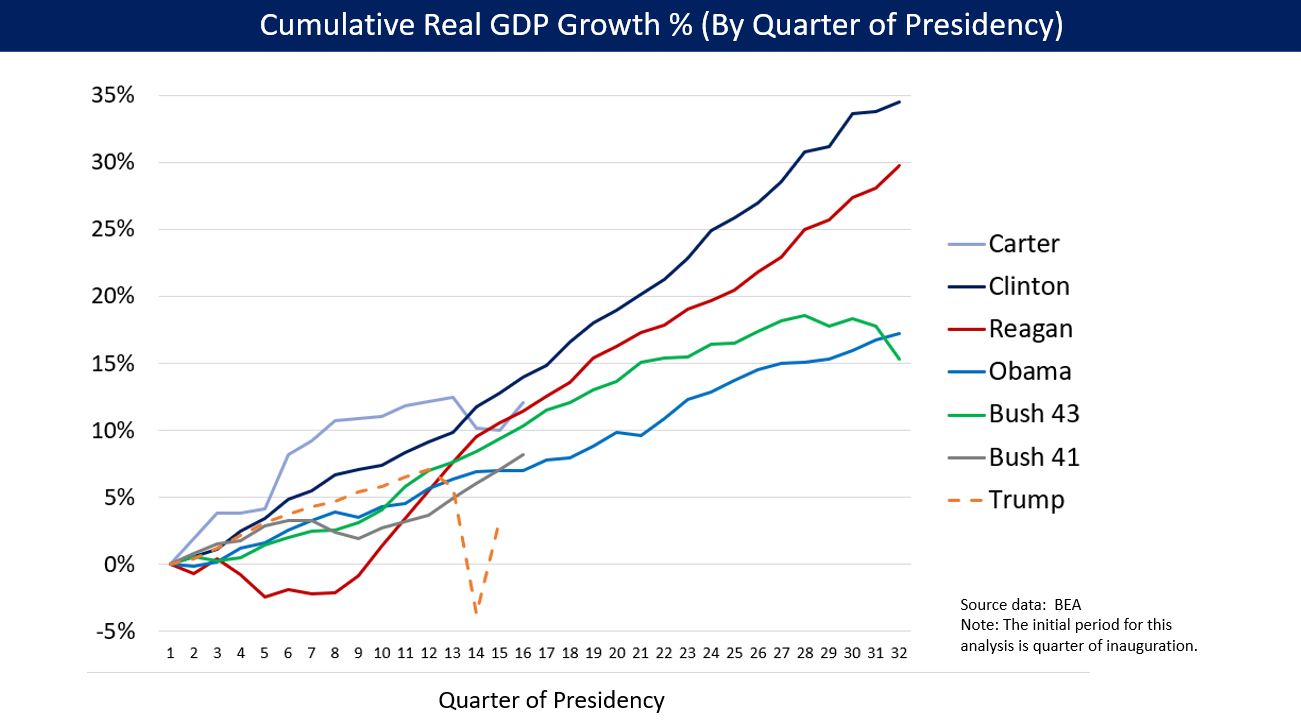
대통령별 미국 누적 실질(인플레이션 조정) GDP 성장률.

자유지상주의 싱크탱크인 케이토 연구소의 1996년 연구에 따르면, 조사된 10가지 주요 경제 변수 중 8가지에서 미국 경제는 레이건 재임 기간 동안 레이건 이전 및 이후 기간보다 더 나은 성과를 보였다. 이 연구는 레이건의 8년 동안 실질 중간 가구 소득이 4,000달러 증가했으며, 레이건 이후 기간에는 거의 1,500달러 감소했다고 주장했다. 이자율, 인플레이션, 실업률은 레이건 재임 기간 동안 그의 직전 또는 직후 기간보다 더 빠르게 하락했다. 레이건 재임 기간 동안 이전 및 이후 기간보다 낮았던 유일한 경제 변수는 1980년대에 급격히 하락한 저축률이었다. 생산성 증가율은 레이건 이전 기간에는 높았지만 레이건 이후 기간에는 낮았다. 케이토 연구는 카터 대통령이 1979년에 1970년대의 지속적인 인플레이션을 막기 위해 임명한 "인플레이션 강경파" 폴 볼커 휘하의 연방준비제도 통화 정책 긴축 및 이후 완화의 긍정적인 효과를 일축했다.
경제 분석가 스티븐 무어 (작가)는 케이토 분석에서 "지난 25년 동안 1981년 레이건 감세만큼 80년대와 90년대 미국 경제에 심대한 영향을 미친 행동은 없었다"고 말했다. 그는 레이건의 감세가 연방 통화 정책, 규제 완화, 자유 무역 확대에 대한 강조와 결합되어 지속적인 경제 확장을 창출했으며, 이는 미국 역사상 가장 위대한 지속적인 번영의 물결을 가져왔다고 주장했다. 그는 또한 미국 경제가 3분의 1 이상 성장하여 미국 부가 15조 달러 증가했다고 주장한다. 소비자와 투자자 신뢰가 급증했다. 연방 소득세 인하, 미국 정부 지출 예산 삭감, 프로그램 삭감, 정부 인력 축소, 낮은 이자율 유지, 통화 공급에 대한 주의 깊은 인플레이션 헤지 유지는 로널드 레이건의 성공적인 경제 전환을 위한 공식이었다.
밀턴 프리드먼은 다음과 같이 말했다. "레이거노믹스에는 네 가지 간단한 원칙이 있었다. 한계세율 인하, 규제 완화, 정부 지출 억제, 비인플레이션 통화 정책. 레이건은 모든 목표를 달성하지는 못했지만, 상당한 진전을 이루었다."
1986년 세금 개혁법과 대체 최저세(AMT)에 미친 영향은 부유층에 대한 명목 세율을 낮추고 세금 공제를 없앴으며, 저소득층에 대한 세율을 높였다. 전면적인 세금 시스템은 한계 세율을 낮추고 인플레이션으로 인한 소득분배 왜곡을 더욱 줄였다. 최고 소득자(소득 100만 달러 이상)는 세금 감면 혜택을 받아 더 평평한 세금 시스템으로 복귀했다. 2006년 미국 국세청의 납세자 옹호자 보고서는 개인에 대한 AMT의 실질적인 증가를 세법의 문제점으로 지적했다. 2007년까지 개정된 AMT는 이전 세법보다 더 많은 세수를 가져왔기 때문에 의회가 개혁하기가 어려웠다.
경제학자 폴 크루그먼은 레이건 행정부 동안의 경제 확장은 주로 경기순환과 폴 볼커의 통화 정책의 결과라고 주장했다. 크루그먼은 레이건 행정부 하의 경제는 이례적일 것이 없다고 주장한다. 실업률이 높은 정점에서 감소하고 있었고, 인플레이션이 낮은 상태로 유지될 경우 고용 증가에 따라 경제가 성장하는 것은 케인스주의 경제학에 부합하기 때문이다. 크루그먼은 또한 부와 소득 불평등의 관점에서 레이거노믹스를 비판했다. 그는 레이건 시대의 감세가 제2차 세계대전 이후 부유층이 보유한 부의 "대규모 압축"을 끝냈다고 주장한다.
CBO 역사 테이블에 따르면, 레이건의 두 임기(1981–88 회계연도) 동안 연방 지출은 GDP의 평균 22.4%를 기록했으며, 이는 1971년부터 2009년까지의 평균 GDP 20.6%보다 훨씬 높았다. 또한, 공공 부채는 1980년 GDP의 26.1%에서 1988년에는 41.0%로 증가했다. 달러 기준으로 공공 부채는 1980년 7120억 달러에서 1988년 2조 520억 달러로 세 배 증가했다. 크루그먼은 2012년 6월, 레이건 행정부의 정책이 케인스주의 경기 부양 이론과 일치한다고 주장하며, 레이건 하에서 1인당 지출이 크게 증가했음을 지적했다.
윌리엄 니스카넨은 레이건 재임 기간 동안 장기간의 평시 경제 확장에도 불구하고 민간 소유 연방 부채가 GDP의 22%에서 38%로 증가했다고 지적했다. 둘째, 저축대부조합 위기로 인해 약 1,250억 달러의 추가 부채가 발생했다. 셋째, 미국 무역법의 강화로 미국 수입품 중 무역 제한을 받는 비중이 1980년 12%에서 1988년 23%로 증가했다.
경제학자 라구람 라잔과 루이지 징갈레스는 많은 규제 완화 노력이 레이건 이전에 이미 시작되었거나 이루어졌다고 지적했다(카터 행정부 하에서 항공 및 트럭 운송의 규제 완화, 철도, 전화, 천연가스, 은행 부문의 규제 개혁 시작). 그들은 "시장을 향한 움직임은 그들의 구원자 중 한 명으로 여겨지는 지도자[레이건]보다 선행했다"고 말했다. 경제학자 폴 조스코프와 로저 놀도 비슷한 주장을 했다.
레이건의 미국 대통령 경제자문위원회 위원 중 한 명이었던 경제학자 윌리엄 니스카넨은 레이건 의제 항목 중 규제 완화가 "가장 낮은 우선순위"였다고 썼다. 그는 레이건이 "1970년대에 시작된 규제 완화 추진력을 유지하는 데 실패했다"며 "후버 행정부 이후 어떤 행정부보다 더 많은 무역 장벽을 추가했다"고 지적했다. 이와 대조적으로 경제학자 밀턴 프리드먼은 레이건의 반규제 대통령직의 증거로 매년 연방 관보에 추가되는 페이지 수를 지적했다(관보는 연방 기관이 매년 발행하는 규칙 및 규정을 기록한다). 매년 관보에 추가되는 페이지 수는 1960년 이후 꾸준히 가파른 증가세를 보이다가 로널드 레이건 대통령 재임 초기 급격히 감소했다. 매년 추가되는 페이지 수의 증가는 레이건 퇴임 후 다시 상승했지만 덜 가파른 추세를 보였다. 이와 대조적으로 포드, 카터, 조지 H. W. 부시, 클린턴, 조지 W. 부시, 오바마 행정부에서는 매년 추가되는 페이지 수가 증가했다. 그러나 연방 관보 페이지 수는 규제 활동을 측정하는 데 매우 거친 척도라는 비판을 받는다. 페이지 수를 낮게 유지하기 위해 글꼴 크기가 변경되는 등 쉽게 조작될 수 있기 때문이다. 니스카넨의 진술과 프리드먼의 데이터 사이의 명백한 모순은 니스카넨이 법적 규제 완화(의회가 통과시킨 법률)를 언급하고 프리드먼이 행정 규제 완화(연방 기관이 시행하는 규칙 및 규정)를 언급한 것으로 해석될 수 있다. 의회 조사국의 2016년 연구에 따르면, 레이건 행정부에서 연방 관보에 게시된 최종 연방 규제 규칙의 연평균 수는 클린턴, 조지 W. 부시 또는 오바마 행정부보다 높았으며, 레이건 시대의 경제는 이들 후대 대통령 시대보다 상당히 작았음에도 그러했다. 자유지상주의 메르카투스 센터의 QuantGov 프로젝트에 의한 또 다른 연구는 레이건 행정부가 클린턴, 부시 또는 오바마보다 더 빠른 연평균 속도로 "해야 한다", "금지된다", "해서는 안 된다"와 같은 용어를 포함하는 제한적인 규제를 추가했다는 것을 발견했다.
조지 W. 부시 대통령 재임 시 미국 대통령 경제자문위원회 의장을 역임한 보수 공화당 경제학자 그레고리 맨큐는 2007년에 다음과 같이 썼다.
나는 내 원론 교재 초판에서 로널드 레이건의 경제 고문 중 일부를 "협잡꾼과 괴짜"라고 묘사하는 표현을 사용했다. 그들은 레이건에게 광범위한 소득세 감면이 공급 측면에 너무 큰 영향을 미쳐 세수가 증가할 것이라고 말했다. 나는 가용한 증거에 기초하여 그런 주장을 믿을 수 없다고 생각했다. 나는 결코 믿지 않았고, 여전히 믿지 않는다... 나의 다른 연구는 이 견해와 일치한다. 백악관에서 일할 때 쓴 동적 채점 논문에서 매튜 바인치어르와 나는 광범위한 소득세 감면(자본 및 노동 소득 모두에 적용)이 공급 측면 성장 효과를 통해 손실된 세입의 약 4분의 1만 회수할 것이라고 추정했다. 자본 소득세 감면의 경우 피드백은 더 크지만(약 50%), 여전히 100% 미만이다. 2004년 대통령 경제 보고서의 동적 채점에 관한 장에서도 거의 같은 내용을 말한다.
맨큐의 전임자이자 부시 행정부 미국 대통령 경제자문위원회 의장이었던 글렌 허바드 (경제학자)는 2003년 대통령 경제 보고서에서 감세가 세수를 증가시킨다는 주장에 이의를 제기하며 다음과 같이 썼다. "경제는 감세에 반응하여 성장하지만(단기적으로는 소비 증가, 장기적으로는 인센티브 개선으로 인해), 경제 활동의 수준이 높아져서 손실된 세수를 완전히 회복할 만큼 크게 성장할 가능성은 낮다."
1986년에 마틴 펠트스타인은 자신을 "전통적인 공급 측면론자"라고 묘사했는데, 그는 1982년부터 1984년까지 레이건의 미국 대통령 경제자문위원회 의장을 역임했다. 그는 1980년경 등장한 "새로운 공급 측면론자들"을 다음과 같이 특징지었다.
새로운 공급 측면론자들은 1980년대가 시작될 무렵 그들이 옹호하는 정책에 대해 내놓은 주장들 때문에 전통적인 공급 측면론자들과 구별되었다... "새로운" 공급 측면론자들은 그들의 주장에서 훨씬 더 과장되었다. 그들은 빠른 성장, 세입의 극적인 증가, 저축의 급격한 상승, 그리고 비교적 고통 없는 인플레이션 감소를 예상했다. 공급 측면 과장의 정점은 세금 감면이 엄청나게 침체된 노력의 공급을 해방시켜 실제로 세수를 증가시킬 것이라는 "래퍼 곡선" 주장이었다. 또 다른 주목할 만한 주장은 세금 감면이 예산 적자 증가로 이어진다 하더라도, 세금 변화가 저축률을 충분히 높여 증가된 적자를 충당할 것이므로 공장 및 설비 투자에 사용할 수 있는 자금이 감소하지 않을 것이라는 주장이었다... 그럼에도 불구하고, 나는 공급 측면 극단주의자들의 무책임한 발언이 근본적으로 좋은 정책들에 나쁜 이름을 붙였고, 이후의 예산 적자에 기여했을 뿐만 아니라 그 적자가 명확해졌을 때 정책을 수정하기 더 어렵게 만들었던 양적 오류를 초래했다는 점에 의심의 여지가 없다.

## 같이 보기
- 아베노믹스
- 바이든노믹스
- 빌 클린턴 행정부의 경제 정책
- 멜로노믹스
- 통화주의
- 몽페를랭회
- 경제적 자유주의
- 재정보수주의
- 신자유주의
- 오르바노믹스
- 필립스 곡선
- 로저노믹스
- 대처주의
- 도널드 트럼프 1기 행정부의 경제 정책

## 참고 자료
- Bienkowski Wojciech, Brada Josef, Radlo Mariusz-Jan eds. (2006) Reaganomics Goes Global. What Can the EU, Russia and Transition Countries Learn from the USA?, Palgrave Macmillan.
- Boskin Michael J. (1987) Reagan and the US Economy. The Successes, Failures, and Unfinished Agenda, ICEG.
- Krugman, Paul (2004년 6월 11일). “An Economic Legend”. 《The New York Times》. ISSN 0362-4331. 2011년 12월 9일에 원본 문서에서 보존된 문서. 2010년 3월 25일에 확인함.
- Niskanen, William A. (1988) Reaganomics: An Insider's Account of the Policies and the People, Oxford University Press, Oxford.

- Marable Manning. (1981) Reaganism, Racism, and Reaction: Black Political Realignment in the 1980s, 테일러 앤드 프랜시스.
- Bowser, Benjamin. (1985) Race Relations in the 1980s: The Case of the United States, Sage Publications Incorporated.

## 추가 자료
- 조너선 차이트, The Big Con: Crackpot Economics and the Fleecing of America, 2008, Mariner Books (재판), ISBN 0547085702
- Brian Domitrovic, Econoclasts: The Rebels Who Sparked the Supply-Side Revolution and Restored American Prosperity (Culture of Enterprise Series), 2009, 종합학술연구소, ISBN 193519125X
- 마이클 린드, Up From Conservatism: Why the Right is Wrong for America, 1996, Free Press, ISBN 0684827611
- 로렌스 B. 린지, The Growth Experiment: How the New Tax Policy is Transforming the U.S. Economy, 1990, Basic Books, New York, ISBN 978-0465050703
- 제임스 토빈, Applied Reaganomics The Boston Phoenix 8 December 1981